# Tossal Gros (Prades)
El Tossal Gros és una muntanya de 1108 metres que es troba entre els municipis de Prades, a la comarca del Baix Camp i de Vimbodí i Poblet i Vallclara, a la comarca de la Conca de Barberà.